# Рено Супериоре (Торино)
Рено Супериоре је насеље у Италији у округу Торино, региону Пијемонт.
Према процени из 2011. у насељу је живело 6 становника. Насеље се налази на надморској висини од 1229 м.